# BMW VI
El BMW VI es un motor de 12 cilindros en V, aeronautico diseñado y fabricado por la firma alemana BMW para propulsar aviones civiles y militares. Resultó un gran éxito y fue adoptado y producido bajo licencia en la Unión Soviética como motor V12 estándar, bajo la denominación Mikulin M-17. También fue obtenida licencia de fabricación por la firma Kawasaki y, su posterior desarrollo dio lugar al motor Kawasaki Ha-9. 

## Características
El BMW VI fue el primer motor de doce cilindros construido por la firma Bayerische Motoren Werke AG «Fábrica de motores bávara S.A.»). Básicamente, consistía en dos bancos de cilindros del motor BMW IV de seis cilindros atornillados a un cárter de aluminio fundido común en un ángulo incluido de 60° entre los bancos de cilindros. La producción en serie comenzó en 1926 a partir de que se concediera la homologación de tipo. A partir de 1930, después de que ya se hubieran entregado 1000 motores del tipo BMW VI, se permitió nuevamente a la industria aeronáutica alemana construir aviones militares; esta repentina demanda adicional hizo que las cifras de producción aumentaran rápidamente. En 1933, el BMW VI se utilizó para los primeros experimentos de BMW con motores con inyección directa de combustible.
El BMW VI fue el elegido para numerosos vuelos de récord y larga distancia, incluyendo un cruce Este - Oeste del Atlántico en 1930 y un vuelo alrededor del mundo en 1932, ambos realizados por Wolfgang von Gronau con hidrocanoas Dornier Do J equipado con dos BMW VI. También tuvo un uso inusual como unidad de potencia al propulsar el automotor experimental de alta velocidad "Schienenzeppelin" que el 21 de junio de 1931, estableció un nuevo récord mundial de velocidad ferroviaria de 230,2 km/h en la línea Berlín-Hamburgo entre Karstädt y Dergenthin , que no fue superado por ningún otro vehículo ferroviario hasta 1954.
La producción del BMW VI se extendió desde 1926 hasta 1938, con un total de 9200 unidades fabricadas. El motor fue construido bajo licencia en la Unión Soviética bajo la supervisión de la oficina de diseño OKB 24 al frente del diseñador jefe Aleksandr Mikulin, siendo aún construida en mayor cantidad, alcanzando una cifra de 27534 unidades. De un modo análogo, la compañía Kawasaki en Japón obtuvo la licencia de fabricación del BMW VI y también lo desarrolló independientemente de la compañía alemana. Se fabricaron varios miles de motores Kawasaki Ha-9 con potencias entre 710 y 950 hp, estando en producción desde 1927 hasta 1940.

## Variantes
- 5,5 , 6 o 7,3 indica relación de compresión. Ninguna letra adicional indica carburador BMW y hélice de transmisión directa (7.3), u: indica engranaje reductor de hélice (7.3u), z: carburador Zenith (7.3z), zu: carburador Zenith y engranaje reductor de velocidad de la hélice (7.3zu).

BMW VI 5.5

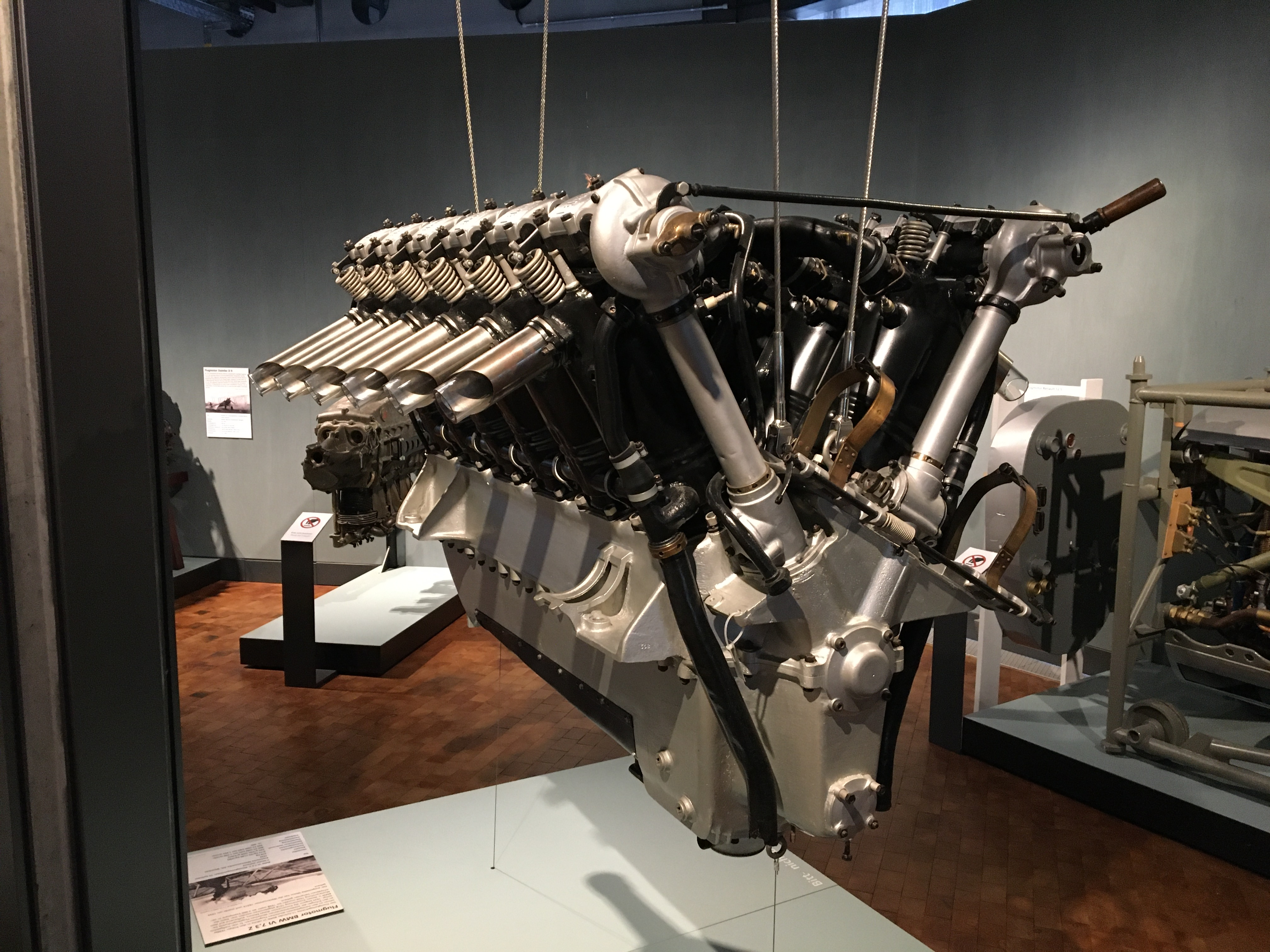
BMW VI en el Technik-Museum Berlin

Relación de compresión 5,5:1, 600–650 PS (592–641 hp) hasta 1600 rpm al nivel del mar
BMW VI 6.0
Relación de compresión 6:1, 630–660 PS (621–651 hp) hasta 1650 rpm al nivel del mar; combustible de 80 octanos
BMW VI 7.3
Relación de compresión 7.3:1 680–750 PS (671–740 hp) hasta 1700 rpm al nivel del mar; combustible de 87 octanos
Mikulin M-17
Licencia de producción en la URSS
Kawasaki Ha-9
(designación larga: Motor refrigerado por líquido en línea Tipo 98 del Ejército) licencia de producción en Japón por Kawasaki

## Aplicaciones
- Albatros L 77v
- Arado Ar 64
- Arado Ar 65
- Arado Ar 68
- Arado SSD I
- B.F.W. M-20
- Dornier Do J Bas Wal
- Dornier Do 10
- Dornier Do 14
- Dornier Do 17 V1-V3 / Do 17E-1
- Focke-Wulf A 29
- Focke-Wulf Fw 42
- Heinkel He 45
- Heinkel He 51
- Heinkel He 59
- Heinkel He 60
- Heinkel He 70
- Heinkel He 111 V1-V4
- Junkers F.24kau/ko
- Kawasaki Tipo 92
- Kawasaki Ki-10
- Polikarpov R-5 (prototipo)
- Schienenzeppelin
- Tupolev TB-3

## Especificaciones (BMW VI 7.3z {transmisión directa})
Datos:Flugzeug-Typenbuch. Handbuch der deutschen Luftfahrt- und Zubehör-Industrie 1944

### Características generales
- Tipo: Motor V-12 a 60°
- Diámetro: 160 mm
- Carrera: 190 mm / 199 mm (diferente entre el banco de cilindros derecho e izquierdo debido a las bielas articuladas)
- Cilindrada: 46,95 l
- Longitud: 1810 mm
- Ancho: 859 mm
- Alto: 1103 mm
- Peso: 510 kg

### Componentes
- Tren de válvulas: 1 válvula de admisión + 1 válvula de escape por cilindro operada por un árbol de levas en cabeza accionado por eje a través de balancines
- Sistema de combustible: 2 x Zenith 60 DCL
- Tipo de combustible: mín. gasolina de 87 octanos
- Sistema de refrigeración: refrigerado por líquido
- Reductores de velocidad: ninguno

### Actuación
- Potencia de salida:
- 750 PS (740 hp; 552 kW) para despegue a 1700 rpm (1 minuto) al nivel del mar
- 690 PS (681 hp; 507 kW) a 1650 rpm (5 minutos) al nivel del mar
- 620 PS (612 hp; 456 kW) a 1590 rpm (30 minutos) al nivel del mar
- 550 PS (542 hp; 405 kW) a 1530 rpm (duración máxima) al nivel del mar
- Potencia específica: 16 PS/l (11,77 kW/l)
- Relación de compresión: 7.3
- Consumo específico de combustible:
- 0,23 kg/PSh (0,313 kg/kWh) a 1590 rpm
- 0,225 kg/PSh (0,306 kg/kWh) a 1530 rpm
- Consumo de aceite: 0,003–0,01 kg/PSh (0,004–0,014 kg/kWh) a 1530 rpm
- Relación potencia a peso: 1,47 PS/kg (1,08 kW/kg)
- Presión efectiva media (BMEP): 6,9 atm (7,0 bar; 101 psi)

### Desarrollos relacionados
- BMW IV
- BMW VII
- Kawasaki Ha-9
- Mikulin M-17

### Motores similares
- Curtiss V-1570
- Liberty L-12
- Rolls-Royce Kestrel

### Listas relacionadas
- Anexo:Motores aeronáuticos